# 105-та змішана авіаційна дивізія (РФ)
105-та змішана авіаційна Борисово-Померанська двічі Червонопрапорна, ордена Суворова дивізія — оперативне з'єднання Повітряно-космічних сил Росії у складі 6-ї армії ВКС.
Місце дислокації — Вороніж.

## Історія
У грудні 2015 року зі створенням 45-ї армії ВПС і ППО у підпорядкуванні Північного флоту 98-й окремий змішаний полк був виведений зі складу 105-ї ЗАД.

## Склад
105-та змішана авіаційна дивізія складається з наступних полків:
- 14-й гвардійський винищувальний, авіабаза Халіно;
- 47-й окремий змішаний авіаційний полк, аеродром Балтимор, Воронеж; 2 бомбардувальні ескадрильї, 23 од. Су-34, 4 од. Ан-30;
- 159-й винищувальний авіаційний полк, в/ч 52906; АБ Бєсовець, Петрозаводськ; 2 винищувальні ескадрильї; 8 Су-27, 12 Су-27П, 1 Су-27УБП, 3 Су-27УБ;
- 790-й винищувальний авіаційний полк, в/ч 32926; АБ Хотилове, Тверська область; 3 винищувальні ескадрильї; 16 МіГ-31БСМ, 6 МіГ-31БМ, 3 Су-27, 5 Су-27П, 1 Су-27УБ, 2 Су-27УБП.